# Vučja vas
Vučja vas (nemško Wolfsdorf) je naselje v Občini Križevci, ki leži na desnem bregu reke Mure. Nahaja se na severovzhodu Slovenije v Prlekiji. Prvotno naj bi se imenovala Volčinja vas (baje po županu Volčini, čigar ime izhaja iz besede volk). Vas prebivalci delijo na dva dela, in sicer na Leskovec in Kot. Deli vasi pa so še Brezovec, Korozinjak in Kračine.

## PGD Vučja vas
Gasilsko društvo je bilo ustanovljeno leta 1914, danes ima 90 članov. Skrbijo za požarni okoliš, ki ga predstavlja Vučja vas s 258 prebivalci. Posedujejo gasilsko opremo, ki je določena za PGD prve kategorije in najnovejšo GVC v občini. Leta 2014 je njihovo Prostovoljno gasilsko društvo praznovalo 100 let obstoja. Kot posebnost pa velja poudariti, da PGD Vučja vas in Kajak-kanu klub Mura vsako letu ob reki Muri prirejata Tradicionalno srečanje Prekmurcev in Prlekov na Kroškem brodu. Ta prireditev je letos potekala že 20. zapored. Najbolj pomembno tekmovanje na tej prireditve je vlečenje vrvi, katero s trenutnim rezultatom 10 proti 8 pripada Prlekom. Prav tako tukaj potekajo razne druge igre, kot so plezanje po zajli, tekmovanje v peki rib ipd. Prvo vlečenje je bilo organizirano leta 1995 in prva zmaga je pripadala prekmurski strani.

## ŠD Vučja vas
Športno društvo Vučja vas je bilo ustanovljeno leta 1992, njegovi prostori so v športnem centru za gasilskim domom. Primarne dejavnosti društva so mali nogomet, namizni tenis in pa pikado. Največji uspeh so dosegli v sezoni 2004/2005, ko so postali občinski prvaki tako v medobčinski ligi v malem nogometu na travi, kot tudi v občinski ligi namiznega tenisa in bili proglašeni za najboljše športno društvo leta v tej občini.
Vredno omembe velja tudi dejstvo, da njihova ekipa Gabrijelov Barček sodeluje v slovenski B ligi v metanju elektronskega pikada.

## KUD Janez Čuk Vučja vas
Kulturno društvo Vučja vas ima dve skupini, in sicer ljudske pevke Perice in pa otroško folklorno skupino. Perice so osem članska zasedba starejših žensk, katera je leta 2014 praznovala že deveto leto delovanja pod vodstvom Ane Lebar. Skupina je nastala leta 2005. Mlajšo generacijo pa vodi Jasmina Paldauf, ki v sodelovanju z go. Ano Lebar vsako leto prireja t. i. prireditev Pozdrav pomladi, s katero naj bi se razveselili prihoda pomladi. Petletni jubilej so vučenske ljudske pevke obeležile še s pomembnim dogodkom: izdale so svojo prvo zgoščenko z naslovom ''Mati zakliče pridne dekliče...'' in na ta način poskrbele, da se bo ljudska pesem, kakršno so nekoč peli naši predniki, ohranila še za prihodnje rodove. Pevke so tako prejele bronaste Gallusove značke.

## Znane osebnosti:
- Franc Cvetko (1779-1859 - slovenski rimskokatoliški duhovnik, pesnik, leksikograf in narodni buditelj)
- Dragotin Cvetko (1911-1993 - slovenski muzikolog in skladatelj)
- Ciril Cvetko (1920-1999 - slovenski skladatelj, dirigent, glasbeni publicist in pedagog)
- Kajetan Kovič (1931-2014 -  slovenski pesnik, pisatelj in prevajalec)
- Janez Čuk (1933-1964 - slovenski igralec)
- Vaška kapelica iz leta 1876
- Spomenik sv. Antona iz leta 1905
- Spomenik sv. Roka iz leta 1681
- Gasilsko vaški dom iz leta 1914
- Nogometno igrišče ŠRC Vučja vas
- Avtobusna postaja
- Kamenšnica
- Bunker iz 2. svetovne vojne
- Vaška mlekarna
- Wellness center Med Oblaki
- Ekološka kmetija Slavič (Vila Natura)
- Kolesarsko postajališče